# Leioproctus cygnellus
Leioproctus cygnellus är en biart som först beskrevs av Cockerell 1905.  Leioproctus cygnellus ingår i släktet Leioproctus och familjen korttungebin. Inga underarter finns listade i Catalogue of Life.